# Kasper Schmeichel
Kasper Peter Schmeichel (Copenhaguen, Dinamarca, 5 de novembre del 1986) és un futbolista professional danès que juga com a porter pel Celtic de Glasgow. Fill del prestigiós exporter Peter Schmeichel, campió d'Europa amb el Manchester United FC.

## Trajectòria
Kasper nasqué a Copenhague, però passà la majoria de la seva vida a Manchester, ja que el seu pare fou durant molts anys el porter titular del Manchester United FC, jugant posteriorment a l'Aston Villa i al Manchester City.
Kasper ingressà al Manchester City l'any 2002 i entre 2003 i 2008 fou cedit a diferents equips de categories inferiors com el Darlington FC o el Bury FC. Finalment, l'any 2007 realitzà la pretemporada i jugà les set primeres jornades de la Premier League amb el Manchester City, si bé, malgrat les bones actuacions de Schmeichel, al final es confià la porteria del City a Andreas Isaksson i Joe Hart, i hagué d'anar-se'n cedit al llarg d'aquella temporada al Falkirk FC i el Cardiff City. La temporada 2008 l'acabà al Coventry City.
Després, davant les poques oportunitats de jugar amb el City, ha decidit marxar al Notts County de la League Two, dirigit pel prestigiós Sven Goran Eriksson. La següent temporada la va jugar amb el Leeds United i des del 2011 juga al Leicester City, dirigit per Claudio Ranieri.
El 6 de febrer de 2013 debutà amb la selecció nacional danesa absoluta, participant com a titular tant a la copa del món 2018, com a l'Eurocopa 2020. Va ser considerat millor jugador de la selecció danesa la temporada 2019/2020.